# دوني فان دي بيك
دوني فان دي بيك (بالهولندية: Donny van de Beek؛ من مواليد 18 أبريل 1997) لاعب كرة قدم هولندي يلعب في مركز الوسط مع نادي آينتراخت فرانكفورت الألماني معارًا من مانشستر يونايتد ويلعب مع منتخب هولندا. وسبق وأن لعب مع نادي أياكس أمستردام الهولندي.
ولد فان دي بيك في مدينة نايكيركيرفين، حيث انضم إلى أكاديمية أياكس عام 2008. في عام 2015، شارك لأول مرة مع الفريق الأول في مباراة الدوري الأوروبي أمام نادي سلتيك الإسكتلندي. في موسم 2016–17، تم اختياره ضمن فريق الأسبوع في الدوري الأوروبي لشهر نوفمبر. وصل النادي إلى النهائي لكنهم خسروا أمام مانشستر يونايتد. خلال موسم 2017–18، وضع فان دي بيك مكاناً لنفسه في التشكيلة الأساسية لأياكس. واستطاع تسجيل أول هاتريك له مع النادي وأنهى الموسم بتسجيل 13 هدف.
على الصعيد الدولي، مثل فان دي بيك هولندا على مستوى الشباب. في 14 نوفمبر 2017، شارك في أول مباراة دولية له أمام رومانيا.

## حياته الشخصية
ولد فان دي بيك لأندريه وجردينا فان دي بيك. والده أندريه من مشجعي أياكس وأخذ دوني إلى ملعبهم وهو في سن الخامسة. يلعب شقيق دوني الأصغر رودي مع فييتشي بويز.

## مسيرته الكروية

### بدايته المبكرة
بدأ دوني فان دي بيك مسيرته المهنية كشاب في أكاديمية فينس بويز المحلية حيث لعب معهم والده أندريه ذات مرة. في أغسطس 2014، انضم إلى أكاديمية أياكس للشباب ووقع عقد مدته ثلاث سنوات، ولعب مع الفريق د للنادي. في 27 يناير 2015، مدد عقده، ليبقى في النادي حتى منتصف عام 2018.

### أياكس
في بداية موسم 2016–17، ضم بيتر بوش المدير الفني الجديد فان دي بيك إلى تشكيلة أياكس لمباراة تصفيات التأهل لدوري أبطال أوروبا ضد النادي اليوناني باوك لسببين: تأثر بوش بأداء فان دي بيك خلال المباريات الودية قبل الموسم في النمسا، وإصابة ريتشيدلي بازور وإيقاف نيمانيا غوديلي. في 26 يوليو، شارك لأول مرة في دوري أبطال أوروبا ضد باوك، بدءا من التعادل 1–1. أثناء اللعب مع الفريق الاحتياطي خلال الموسم، كان هو وعبد الحق نوري هم اللاعبان الوحيدان الذان حصلا على أكثر من سبعة تقييمات في المتوسط من قبل فوتبال إنترناشونال. في نوفمبر، تم اختياره ضمن فريق الأسبوع في الدوري الأوروبي عن أدائه ضد باناثينايكوس. كان جزءًا من ثلاثي خط الوسط مع نوري و لاسه شونه. في أبريل 2017، ذكرت صحيفة ديلي إكسبريس أن برشلونة وبايرن ميونخ كانوا يراقبون فان دي بيك. حل فان دي بيك محل شونه في الدقيقة 70 من نهائي الدوري الأوروبي أمام مانشستر يونايتد، حيث خسر أياكس المباراة 2–0.
لعب فان دي بيك دورًا محوريًا بصفته لاعب خط الوسط المهاجم لأياكس في موسم 2018–19، حيث شارك كأساسي في أغلب المباريات في جميع المسابقات، حيث حقق الفريق أول لقب له في الدوري منذ خمس سنوات وتأهل بشكل مفاجئ إلى الدور نصف النهائي من دوري أبطال أوروبا 2018–19. سجل فان دي بيك ضد يوفنتوس في 16 أبريل في مباراة الإياب من الدور ربع النهائي ليساعدة فريقه على إقصاء بطل إيطاليا بنتيجة 3–2. في 7 مايو، سجل هدفًا ضد توتنهام هوتسبير في مباراة الذهاب من الدور نصف النهائي والتي أدت إلى فوز أياكس 1–0. ومع ذلك، لم يتمكن أياكس من التأهل إلى النهائي، حيث خسر عن طريق قانون أهداف خارج الديار بعد الهزيمة 2–3 على أرضه.

## مسيرته الدولية
في 11 سبتمبر 2013، شارك فان دي بيك لأول مع منتخب هولندا تحت 17 سنة أمام ألمانيا. كان جزءًا من الفريق الذي تمكن من الوصول إلى نهائي بطولة أوروبا تحت 17 سنة لعام 2014 بعد هزيمة اسكتلندا في الدور نصف النهائي. ورغم ذلك، أنهوا البطولة كوصيف لإنجلترا.
في 14 نوفمبر 2017، شارك فان دي بيك في أول مباراة دولية له أمام رومانيا في مباراة ودية. وشارك في كلتا المباراتين في نهائيات دوري الأمم الأوروبية 2019 كبديل، حيث هزمت هولندا إنجلترا 2–1 في نصف النهائي ولكنهم خسروا أمام البرتغال في المباراة النهائية 0–1.

## الإحصائيات

### النادي
آخر تحديث 18 يونيو 2019.
| النادي     | الموسم   | الدوري                         | الدوري | الدوري  | الكأس  | الكأس   | قاري   | قاري    | المجموع | المجموع |
| النادي     | الموسم   | الدرجة                         | الظهور | الأهداف | الظهور | الأهداف | الظهور | الأهداف | الظهور  | الأهداف |
| ---------- | -------- | ------------------------------ | ------ | ------- | ------ | ------- | ------ | ------- | ------- | ------- |
| شباب أياكس | 2014–15  | الدوري الهولندي الدرجة الثانية | 6      | 0       | –      | –       | –      | –       | 6       | 0       |
| شباب أياكس | 2015–16  | الدوري الهولندي الدرجة الثانية | 13     | 2       | –      | –       | –      | –       | 13      | 2       |
| شباب أياكس | 2016–17  | الدوري الهولندي الدرجة الثانية | 16     | 6       | –      | –       | –      | –       | 16      | 6       |
| شباب أياكس | المجموع  | المجموع                        | 35     | 8       | –      | –       | –      | –       | 35      | 8       |
| أياكس      | 2015–16  | الدوري الهولندي الممتاز        | 8      | 0       | 0      | 0       | 2      | 1       | 10      | 1       |
| أياكس      | 2016–17  | الدوري الهولندي الممتاز        | 19     | 0       | 2      | 0       | 11     | 0       | 32      | 0       |
| أياكس      | 2017–18  | الدوري الهولندي الممتاز        | 34     | 11      | 1      | 0       | 4      | 2       | 39      | 13      |
| أياكس      | 2018–19  | الدوري الهولندي الممتاز        | 34     | 9       | 5      | 4       | 18     | 4       | 57      | 17      |
| أياكس      | المجموع  | المجموع                        | 95     | 20      | 8      | 4       | 35     | 7       | 138     | 31      |
| الإجمالي   | الإجمالي | الإجمالي                       | 130    | 28      | 8      | 4       | 35     | 7       | 173     | 39      |

1. ↑  المباريات في الدوري الأوروبي
2. 1 2  المباريات في الدوري الأوروبي ودوري أبطال أوروبا
3. ↑  المباريات في دوري أبطال أوروبا

### المنتخب
آخر تحديث 18 يونيو 2019.
| هولندا  | هولندا | هولندا  |
| العام   | الظهور | الأهداف |
| ------- | ------ | ------- |
| 2017    | 1      | 0       |
| 2018    | 4      | 0       |
| 2019    | 2      | 0       |
| المجموع | 7      | 0       |

## الإنجازات

### النادي
أياكس
- الدوري الهولندي الممتاز (1): 2018–19
- كأس هولندا : 2018–19
- كأس السوبر الهولندي (1): 2019
- الدوري الأوروبي : الوصيف 2016–17

### المنتخب
هولندا تحت 17 سنة
- بطولة أوروبا تحت 17 سنة الوصيف: 2014[23]

### الفردية
- أياكس موهبة المستقبل: 2014–15[24]

## وصلات خارجية
- دوني فان دي بيك على موقع الاتحاد الدولي (مؤرشف)  (الإنجليزية)
- دوني فان دي بيك على موقع الاتحاد الأوربي (الإنجليزية)
- دوني فان دي بيك على موقع قاعدة بيانات كرة القدم.إي يو (الإنجليزية)
- دوني فان دي بيك على موقع ليكيب (الفرنسية)
- دوني فان دي بيك على موقع ناشيونال فوتبول تيمز (الإنجليزية)
- دوني فان دي بيك على موقع Soccerbase.com (لاعب) (الإنجليزية)
- دوني فان دي بيك على موقع Soccerway.com (الإنجليزية)
- دوني فان دي بيك على موقع عالم كرة القدم.نت (الإنجليزية)
- دوني فان دي بيك على موقع AS.com (الإسبانية)